# Itami
Itami (jap. 伊丹市 Itami-shi) – miasto w Japonii, w prefekturze Hyōgo.
Z Itami pochodzi Aiko Uemura, japońska narciarka, specjalistka narciarstwa dowolnego, mistrzyni świata.

## Położenie
Miasto leży w południowej części prefektury Hyōgo. Graniczy z miastami:
- Takarazuka
- Kawanishi
- Nishinomiya
- Amagasaki
- Ikeda
- Toyonaka

## Współpraca
Miejscowości partnerskie:
- Foshan, Chiny – od 1985
- Hasselt, Belgia – od 1985